# Linha McMahon

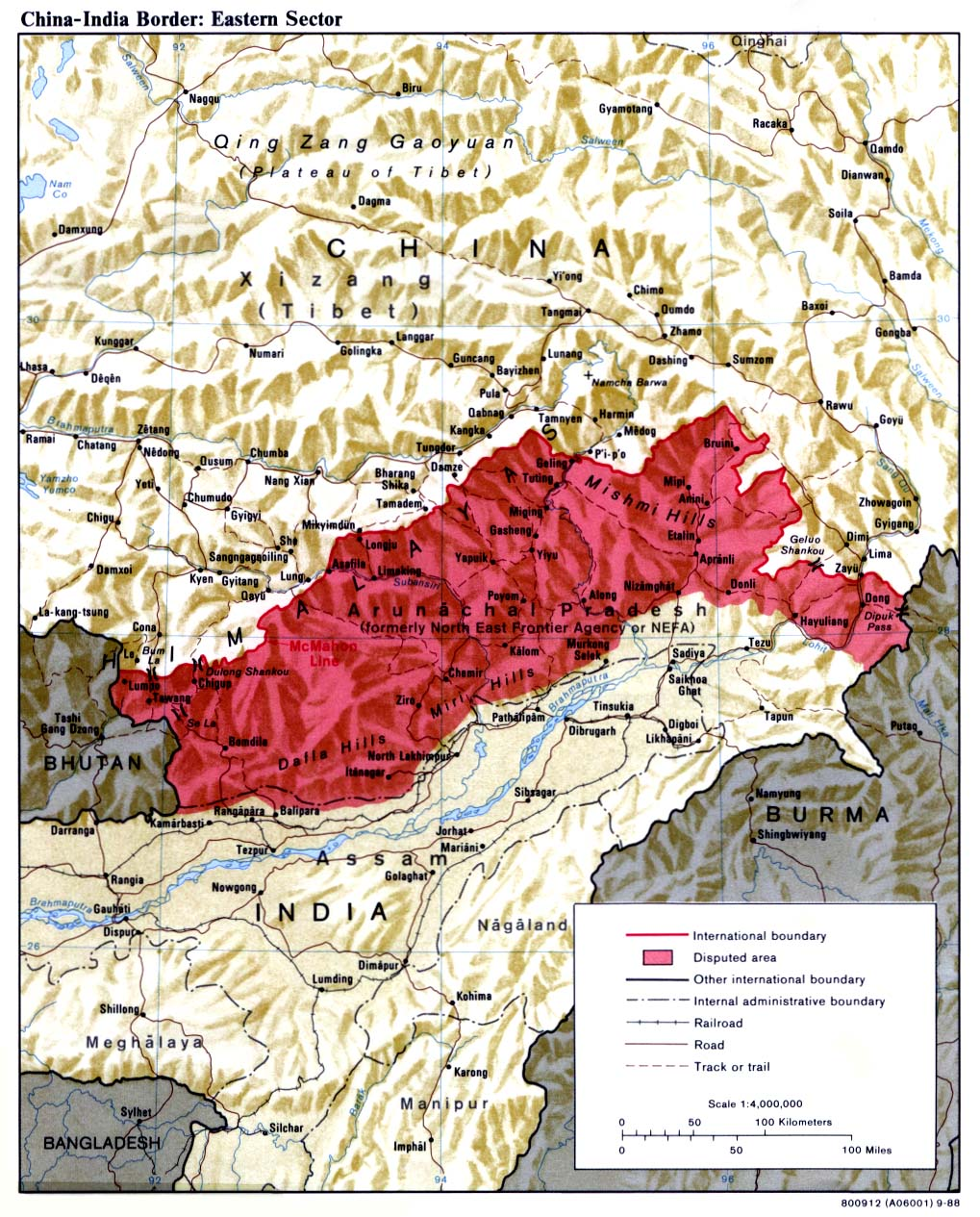
A Linha McMahon marca a fronteira entre os territórios detidos por República Popular da China e Índia no leste do Himalaia. A linha foi palco de uma breve guerra em 1962, quando as forças indianas e chinesas lutaram pelo controlo da área disputada (a vermelho na figura).

A Linha McMahon é uma linha de demarcação num mapa anexado à Convenção de Simla, esta um tratado entre o Reino Unido e o Tibete celebrado em 1914. Recebe o nome de Sir Henry McMahon, secretário do Exterior da Índia britânica e o negociador-chefe britânico da convenção. A linha, que se estende ao longo dos cumes do Himalaia por 885 km, era a fronteira entre a Índia britânica e o Tibete, mas a China se recusou a reconhecer e a ratificar todos os pontos do tratado, em especial a validade da fronteira traçada pela linha McMahon. Modernamente, a Índia e o governo tibetano no exílio a consideram a fronteira nacional.
A China recusa validade ao tratado ao argumento de que o Tibete não era um Estado soberano na época em que a convenção foi celebrada. A partir de 1910, o governo britânico passou a tratar o Tibete como independente de facto. Os sucessivos governos chineses desde então ressaltam que nenhum governo soberano jamais reconheceu a declaração de independência de Lhasa em 1913 e, por conseguinte, Pequim não considera a linha McMahon como a fronteira. Os mapas chineses consideram um território de cerca de 145 039 km² ao sul da linha como chinês, chamando-o de Tibete do Sul, enquanto que a Índia o considera parte de Arunachal Pradesh. Tropas chinesas ocuparam aquela área por um breve período durante a guerra sino-indiana de 1962-3. 